# Le Jugement de minuit
Pour plus de détails, voir Fiche technique et Distribution.
Le Jugement de minuit est un film français réalisé par Alexandre Esway et André Charlot, sorti en 1933.

## Synopsis
Le mystérieux justicier Milton a mis en garde Scotland Yard de son intention de tuer l'avocat Maurice Meister qui est la cause du suicide de sa sœur. Policiers et détectives surveillent la demeure de l'avocat, mais au jour et à l'heure dite Meister est assassiné.

## Fiche technique
- Titre : Le Jugement de minuit
- Titres alternatifs :
  - Le Mystère de la dame blonde
  - Le Vengeur
- Réalisation : Alexandre Esway, André Charlot
- Scénario : Jean Alley, d'après The Ringer, pièce tirée de The Gaunt Stranger, roman policier d'Edgar Wallace
- Adaptation : Jean Alley
- Dialogues : Jean Alley, Henri Jeanson
- Photographie : Marcel Franchi, Philipp Tanura
- Son : Carl S. Livermann
- Société de production : Pallas Films
- Société de distribution : Gray Films
- Pays de production :  France
- Format : 35 mm - Noir et blanc - 1,37:1
- Tournage : novembre et décembre 1932 en Grande-Bretagne
- Genre : Film policier
- Durée : 95 minutes
- Dates de sortie : 
  - France : 28 janvier 1933
- Affiche : Constantin Belinsky (France)

## Distribution
- Fernandel : Sam Hackitt
- Marion Delbo : Cora Milton, la sœur du justicier
- Janine Merrey : Mary Lengley
- Jean Galland : l'avocat Maurice Meister
- Raymond Rouleau : l'inspecteur Berry
- Paul Œttly : le docteur Lomond
- Maurice Rémy : l'inspecteur Bliss
- Marcel Herrand : Johnny Lengley
- Camille Corney : le colonel Davis
- Georges Paulais : Thomas, le détective
- Jean Guilton
- Alfred Argus